# Žerůtky (powiat Znojmo)
Žerůtky (czyt. Żerutki) – wieś i gmina w Czechach, w d. powiecie Znojmo, w kraju południowomorawskim.

Miejscowość położona 9 km na północny zachód od Znojma, w pobliżu drogi E 59, łączącej Znojmo z Igławą. Pierwsza wzmianka o niej pochodzi z 1353 roku. Obiektami kultury materialnej o charakterze zabytkowym są dwie kapliczki: położona w centrum miejscowości kapliczka z dzwonnicą i kapliczka na północ od Żerutek, przy drodze na Kravsko (Žerůtky przynależą do parafii rzymskokatolickiej w Olbramkostel).
 W miejscowości znajduje się szkoła, biblioteka, staw rybny, park i kompleks sportowy z kortem tenisowym, boiskiem piłkarskim i kąpieliskiem.